# The Works
The Works — одиннадцатый студийный альбом британской рок-группы «Queen», выпущенный 27 февраля 1984 года. Первый альбом в дискографии Queen, изданный на CD.

## Об альбоме
Как говорил Брайан Мэй,[кому?] «The Works» — это «A Night At The Opera» с несколькими штрихами от «The Game».
В альбом вошли два знаменитых хита: «Radio Ga Ga» и «I Want to Break Free». Альбом стал золотым в США.

## Клипы к альбому
- «Radio Ga Ga» — при записи использовались кадры из старого фантастического фильма «Метрополис». В массовках участвовали члены фан-клуба «Queen».
- «It's a Hard Life» — клип был снят за два дня на мюнхенской «Arri Film Studios». Джон Дикон недолюбливает эту постановку Тима Поупа, считая её слишком помпезной. Видео превращено в театрализованное действие со средневековыми костюмами и обилием роскоши.
- «I Want to Break Free». Переодетые в женщин музыканты пародируют героинь популярной в то время мыльной оперы «Coronation Street». Эта образность не пришлась по вкусу зрителям в США, где клип запретили. Тем не менее, в Японии этот же шаг был воспринят овациями (см. DVD «We Are the Champions: Final Live in Japan»). Кроме того, в клипе существует балетная часть, в которой Фредди Меркьюри исполняет сложные хореографические номера. По его словам, эти сцены перекликаются с «Послеполуденным отдыхом фавна» Вацлава Нижинского.
- «Hammer to Fall» — клип исполнен в виде «живого» выступления. Существует также удлинённая (расширенная) версия.

## Список композиций
| №  | Название                           | Автор(ы)      | Длительность |
| -- | ---------------------------------- | ------------- | ------------ |
| 1. | «Radio Ga Ga»                      | Тейлор        | 5:44         |
| 2. | «Tear It Up»                       | Мэй           | 3:28         |
| 3. | «It's a Hard Life»                 | Меркьюри      | 4:08         |
| 4. | «Man on the Prowl»                 | Меркьюри      | 3:28         |
| 5. | «Machines (Or 'Back to Humans')»   | Мэй, Тейлор   | 5:10         |
| 6. | «I Want to Break Free»             | Дикон         | 3:22         |
| 7. | «Keep Passing the Open Windows»    | Меркьюри      | 5:21         |
| 8. | «Hammer to Fall»                   | Мэй           | 4:28         |
| 9. | «Is This the World We Created...?» | Меркьюри, Мэй | 2:13         |

| №   | Название               | Автор(ы) | Длительность |
| --- | ---------------------- | -------- | ------------ |
| 10. | «I Go Crazy»           | Мэй      | 3:42         |
| 11. | «Radio Ga Ga»          | Тейлор   | 6:50         |
| 12. | «I Want to Break Free» | Дикон    | 7:12         |

## Участники записи
Queen
1. Фредди Меркьюри — вокал (все треки), клавишные, пианино, программирование
2. Брайан Мэй — лидер- и акустическая гитары, бэк-вокал, клавишные, вокал в «I Go Crazy», программирование
3. Роджер Тейлор — ударные, электронные ударные, бэк-вокал, клавишные, вокодер, программирование
4. Джон Дикон — бас-гитара, ритм- и акустическая гитары, клавишные, программирование

Дополнительный персонал
1. Фред Мандел — клавишные, пианино, программирование, клавишное соло в «I Want to Break Free»
2. Райнхольд Мак — звукорежиссёр
3. Bill Smith — дизайнер буклета
4. Mike Beiriger — помощник звукорежиссёра
5. Stefan Wissnet — помощник звукорежиссёра
6. Ed Delena — помощник звукорежиссёра
7. George Hurrell — фотограф

## Позиции в хит-парадах
Годовые чарты:
| Чарт (1984)                  | Позиция |
| ---------------------------- | ------- |
| Великобритания (Gallup Poll) | 14      |
| Италия (FIMI)                | 37      |